# Associazione Calcio Vogherese 1985-1986
Questa voce raccoglie le informazioni riguardanti  l'Associazione Calcio Vogherese nelle competizioni ufficiali della stagione 1985-1986.

## Rosa
| N. |                   | Ruolo | Calciatore         |
| -- | ----------------- | ----- | ------------------ |
| -  | Italia (bandiera) | C     | Sergio Belotti     |
| -  | Italia (bandiera) | C     | Dario Cignatta     |
| -  | Italia (bandiera) | D     | Guido Corradi      |
| -  | Italia (bandiera) |       | Dell'Amico         |
| -  | Italia (bandiera) | C     | Gianni Frara       |
| -  | Italia (bandiera) | C     | Lorenzo Garavaglia |
| -  | Italia (bandiera) | D     | Gianpiero Garda    |
| -  | Italia (bandiera) | C     | Marco Garda        |
| -  | Italia (bandiera) | D     | Sergio Madaschi    |
| -  | Italia (bandiera) |       | Maggi              |
| -  | Italia (bandiera) | C     | Ambrogio Meggiarin |

| N. |                   | Ruolo | Calciatore          |
| -- | ----------------- | ----- | ------------------- |
| -  | Italia (bandiera) | P     | Alessandro Morbelli |
| -  | Italia (bandiera) | A     | Elso Pelle          |
| -  | Italia (bandiera) | C     | Fabio Rolando       |
| -  | Italia (bandiera) | C     | Giuseppe Sannino    |
| -  | Italia (bandiera) | D     | Davide Seveso       |
| -  | Italia (bandiera) | A     | Gianluca Sperati    |
| -  | Italia (bandiera) | c     | Massimo Tamellini   |
| -  | Italia (bandiera) | D     | Udalrico Tretter    |
| -  | Italia (bandiera) | P     | Dario Trombin       |
| -  | Italia (bandiera) | D     | Antonio Volpi       |
| -  | Italia (bandiera) | A     | Severino Zanotti    |